# Удревиль
Удреви́ль (фр. Houdreville) — коммуна во французском департаменте Мёрт и Мозель, региона Лотарингия. Относится к  кантону Везелиз.

## География

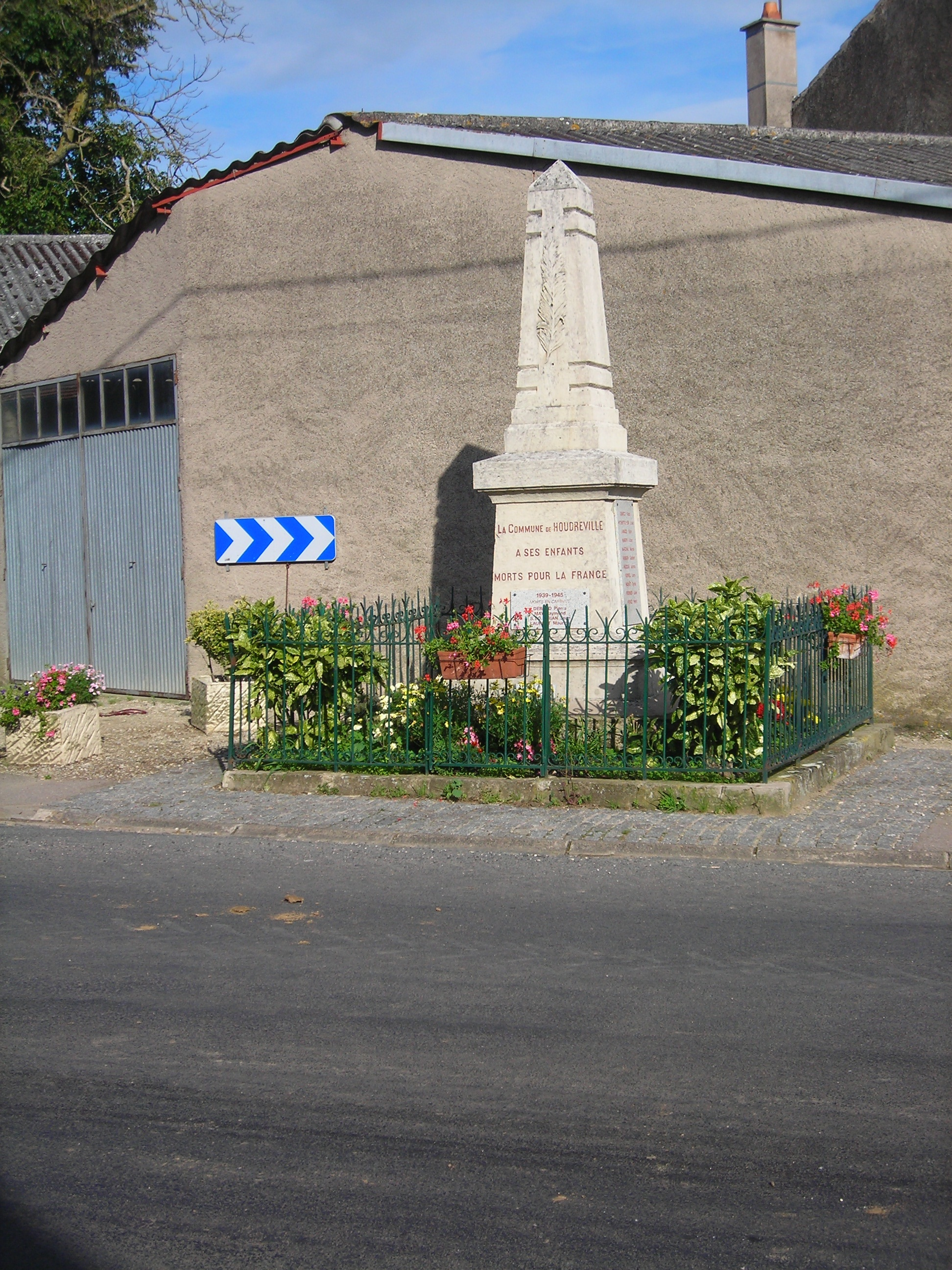
Памятник погибшим

Удревиль расположен в 22 км к югу от Нанси в исторической области Сентуа. Соседние коммуны: Клере-сюр-Бренон на востоке, Омельмон на юго-востоке, Везелиз на юго-западе,  Аммевиль на юго-западе. Стоит на реке Бренон, правом притоке реки Мадон.

## История
Удревиль появился в I веке до н.э. как галлороманское поселение Lutriacavilla. В средние века в XIII веке он стал поместьем графов де Водемон и тогда впервые здесь появилось виноделие для наполнения графских винных погребов. Во время Первой мировой войны здесь проходили войска маршала Петана.

## Демография
Население коммуны на 2010 год составляло 436 человек.
| 1962 | 1968 | 1975 | 1982 | 1990 | 1999 | 2010 |
| ---- | ---- | ---- | ---- | ---- | ---- | ---- |
| 421  | 424  | 383  | 332  | 364  | 368  | 436  |